# 莫斯科-立陶宛戰爭
莫斯科-立陶宛戰爭（Muscovite–Lithuanian Wars）也稱為莫斯科-立陶宛大公國戰爭、莫斯科戰爭（Muscovite Wars）或立陶宛戰爭（Lithuanian Wars），是指立陶宛大公国（中間有數次和波蘭王國聯盟），和莫斯科大公国（後來的俄罗斯沙皇国）之間的一連串衝突，時間從1492年至1583年。
在莫斯科大公国的伊凡三世和瓦西里三世多次攻擊立陶宛之後，立陶宛人越來越依賴波蘭的協助，這也是後來形成波蘭－立陶宛聯邦（盧布林聯合）的重要因素。因為蒙古西征解體了正統的基辅罗斯，立陶宛大公国在十五世紀之前入主包含基輔到莫扎伊斯克的東南羅斯諸地。而莫斯科人在金帳汗國治下崛起，往西邊諸羅斯擴展勢力的過程中，也控制了許多舊羅斯國土。

## 歷史背景

### 十四世紀：爭奪諸羅斯

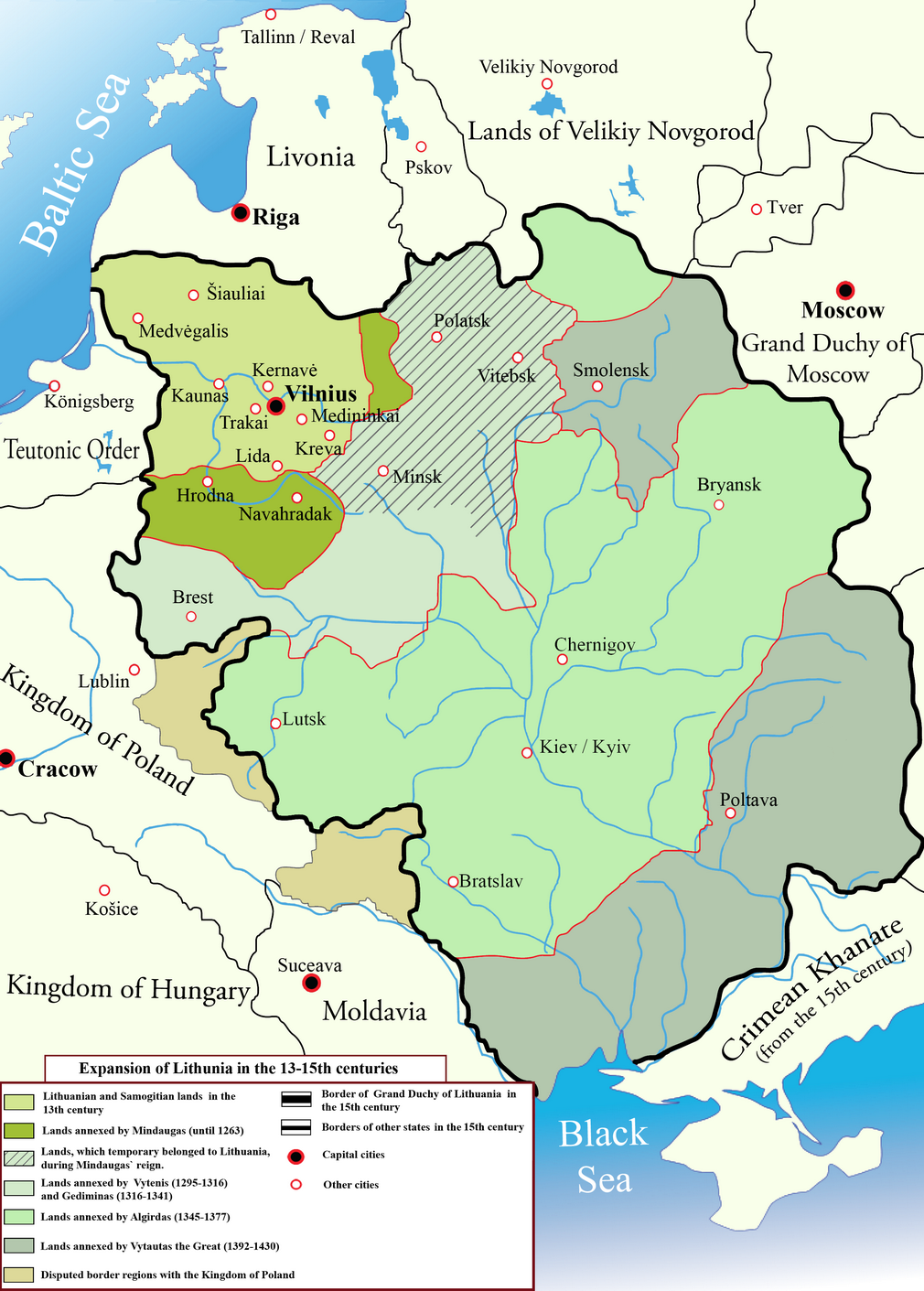
立陶宛從十三世紀到十五世紀的領土擴張

自從立陶宛大公格迪米纳斯統治開始，莫斯科大公國和立陶宛大公國就開始了一連串的衝突。格迪米纳斯在爾平河之戰打敗了鲁塞尼亚人，入主基輔，即基辅罗斯的正統中心。之後立陶宛繼續擴張勢力，在十四世紀中合併了切尔尼戈夫和西維利亞。格迪米納斯的繼任者阿尔吉尔达斯和特维尔大公米哈伊尔二世形成了聯盟，與莫斯科間發生三次戰爭，想於年輕的莫斯科大公德米特里·顿斯科伊在位時得到戰略優勢，不過德米特里·顿斯科伊指揮的軍隊抵禦了對方的進攻。
立陶宛軍隊在1363年第一次攻進莫斯科公國。阿尔吉尔达斯在1368年率軍第一次遠征莫斯科。立陶宛王子摧毀莫斯科的邊境，擊潰了斯塔罗杜布王公西蒙·德米特里耶維奇·克拉皮瓦，奧博連斯克王公康斯坦丁·尤里耶維奇的軍隊。在11月21日在特羅斯納河上擊潰了莫斯科的偵察部隊。不過無法佔領莫斯科的克里姆林。阿尔吉尔达斯摧毀城市周圍的地區，擄獲許多的莫斯科人。後來阿尔吉尔达斯在1370年發起了另一次遠征，摧毀了沃洛科拉姆斯克周圍的地區，12月6日圍攻莫斯科，開始要破壞鄰近的地區，但得知弗拉基米爾·安德烈耶維奇王公出兵的消息後，退兵回到立陶宛。阿尔吉尔达斯在1372年第三次攻擊莫斯科公國，攻到柳布茨克，而莫斯科大公德米特里·伊万諾維奇擊退立陶宛的偵察部隊，雙方簽訂了停戰協定。阿尔吉尔达斯在1375年打敗了斯摩棱斯克公国。
莫斯科公國出於重新一統全羅斯的野望，希望控制更多由立陶宛大公國入主的原基輔羅斯諸領土（許多是在現今白羅斯和乌克兰的地區）。而且莫斯科公國希望擴展勢力，可以進出重要的貿易路線波罗的海。因此，莫斯科和立陶宛之間勢必會出現衝突。

### 十五世紀：日趨強勢的莫斯科
德米特里的兒子瓦西里一世·德米特里耶维奇在位時，兩國衝突再度爆發，瓦西里一世娶了立陶宛维陶塔斯大公的獨生女索菲婭。维陶塔斯在1394年摧毀了梁赞大公国，許多住處變成廢墟。他在1402年和女婿為了爭奪斯摩棱斯克公國的控制權而發生爭執。在维陶塔斯攻進首都後。尤里·斯维亚托斯拉维奇逃到瓦西里一世的宮廷，想要爭取他的幫助，收復斯摩棱斯克。瓦西里猶豫了，直到後來维陶塔斯的部隊往普斯科夫前進，他才打定主意。立陶宛的持續擴張是個警訊，瓦西里派遣軍隊協助普斯科夫人和他的岳父對抗。俄羅斯和立陶宛軍隊在烏格拉河附近遭遇，雙方指揮官都沒有打算開始戰鬥，因此維持了和平，而维陶塔斯控制了斯摩棱斯克。

## 第一次邊境戰爭（1492年至1494年）

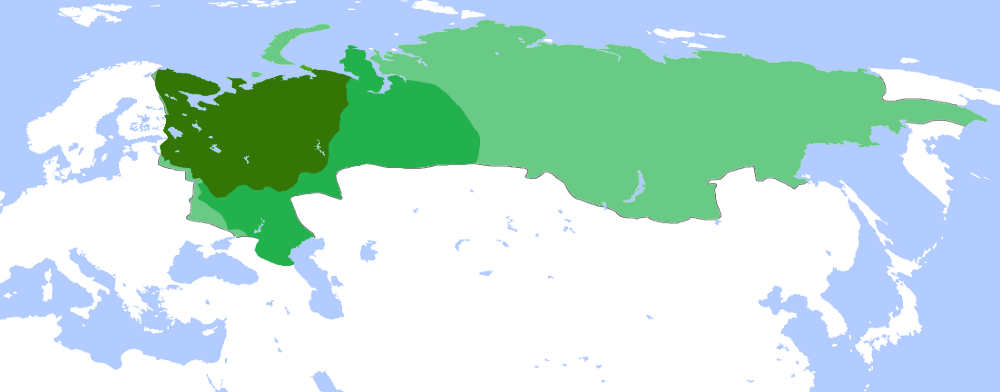
俄羅斯國土的擴展，1500年至1626年

瓦西里一世的孙子，莫斯科公國的君主伊凡三世自認是東羅馬帝國的繼承人，以及東正教會的守護者。他自稱是「全羅斯的統治者」並要求世襲以前基辅罗斯的土地，其野心使得莫斯科公國的領土和權力日漸增大。有「蒙古之軛」之稱的欽察汗國在1480年對阿黑麻汗在烏格拉河對峙的失敗後走向衰亡，莫斯科則逐漸擴張，在1456年將影響力擴展到梁贊大公國，1477年併吞了诺夫哥罗德共和国，1483年又併吞了特维尔大公国。伊凡三世的進一步擴張和立陶宛的利益發生了衝突。
約在1486年至1487年，立陶宛在靠近奧卡河上游處和莫斯科國界定義不清的地區，受到莫斯科及其盟友克里米亞汗國的明里·格來汗的攻擊，隨後緊張情勢繼續昇高，1492年8月，伊凡三世未經宣戰即發起大規模軍事行動，佔領並且焚毀了姆岑斯克、柳布茨克、謝爾佩斯克和梅曉夫斯克，突襲了莫薩利斯克，還攻擊維亞濟馬公爵的領土。莫斯科保證保護東正教貴族免於軍事攻擊，而且讓他們不會受到天主教立陶宛人的宗教歧視，因此東正教貴族漸轉向莫斯科，伊凡三世在1493年宣戰，而衝突很快就結束了。立陶宛大公亚历山大一世·雅盖隆契克派代表團去莫斯科談和，在1494年2月5日談成了「永久的」和平條約，此協議是立陶宛首次將領土讓給莫斯科，包括維亞濟馬公國以及奧卡河上游的一大片地區，失去的領土估計有87000平方公里。兩國結姻修好，在官方簽訂和平條約的前一天，亚历山大一世·雅盖隆契克和伊凡三世的女兒莫斯科的海倫娜訂婚（因為亚历山大在波蘭，儀式中由斯坦尼斯洛瓦斯·凱斯蓋拉扮演新郎的角色）。

## 第二次戰爭（1500年至1503年）

1500年的軍事行動

1500年5月兩國衝突再起，伊凡三世拒絕讓其女海倫娜改宗天主教，他趁波蘭與匈牙利進攻鄂圖曼土耳其帝國、無暇協助立陶宛之時，以「東正教的守護者」之名，指稱立陶宛宮廷迫害東正教，因而向立陶宛發起進攻。
莫斯科迅速佔領了立陶宛在布良斯克、維亞濟馬、多羅戈布日、托羅佩茨和普季夫利的堡壘。當地的貴族，特別是沃羅滕斯基貴族，也加入了莫斯科的行動。另一波攻擊是來自東南方，往基輔省、沃里尼亞和波多利亚。立陶宛在1500年7月14日在韋德羅沙戰役中殘敗，大軍事指揮官康斯坦蒂·奧斯特羅夫斯基被俘，這次的失敗也是波蘭和立陶宛組成米爾尼克聯合的原因之一。立陶宛在1501年11月敗於姆斯季斯拉夫爾戰役。克里米亞韃靼人在1502年摧毀了立陶宛盟國金帳汗國的首都新萨莱。
波蘭國王扬一世·阿尔布雷赫特在1501年6月過世，留下他的兄弟，立陶宛大公亚历山大一世·雅盖隆契克，是波蘭王位繼任者中最有實力的。亚历山大要專心的處理繼位問題，為了消解宗教上的分歧，亚历山大設法在天主教和東正教之間建立教會聯合，讓東正教可以維持其宗教上的傳統，但要接受教宗的神圣主權。基輔宗主教区同意此一安排，但海倫娜不同意。波蘭貴族，包括主教Erazm Ciołek和紅衣主教Fryderyk Jagiellończyk，開始討論王室離婚的議題。
此時戰爭仍然繼續，但對莫斯科方並不順利。因為立陶宛軍隊已到達此地區，莫斯科軍隊只好緩慢的移動。而且立陶宛的友軍，由沃爾特·馮·普利登堡帶領立窝尼亚骑士团，也加入戰局。立窝尼亚骑士团在1501年8月贏得西里察河之戰，圍困普斯科夫，在1502年9月在斯莫利諾湖戰役（Battle of Lake Smolino）中勝利。伊凡三世在1502年組織軍隊要圍困斯摩棱斯克，但軍隊戰略不佳，也沒有足夠的大砲，斯摩棱斯克沒有被攻下來。1502年中開始尋求和平方案，亚历山大請波西米亞和匈牙利的烏拉斯洛二世擔任調解人，在1503年的報喜節（3月25日）休戰。立陶宛大公少了210,000平方（81,000平方英里）的土地，約立陶宛領土的三分之一：失去的城市有切尔尼戈夫、诺夫哥罗德-谢韦尔斯基、斯塔羅杜布、奧卡河上游附近的土地。俄羅斯歷史學家Matvei Kuzmich Liubavskii提到立陶宛損失了70個鄉（volost）、22個鎮、13個村莊。立陶宛也承認伊凡三世的稱號「全羅斯的統治者」。

## 第三次戰爭（1507年至1508年）

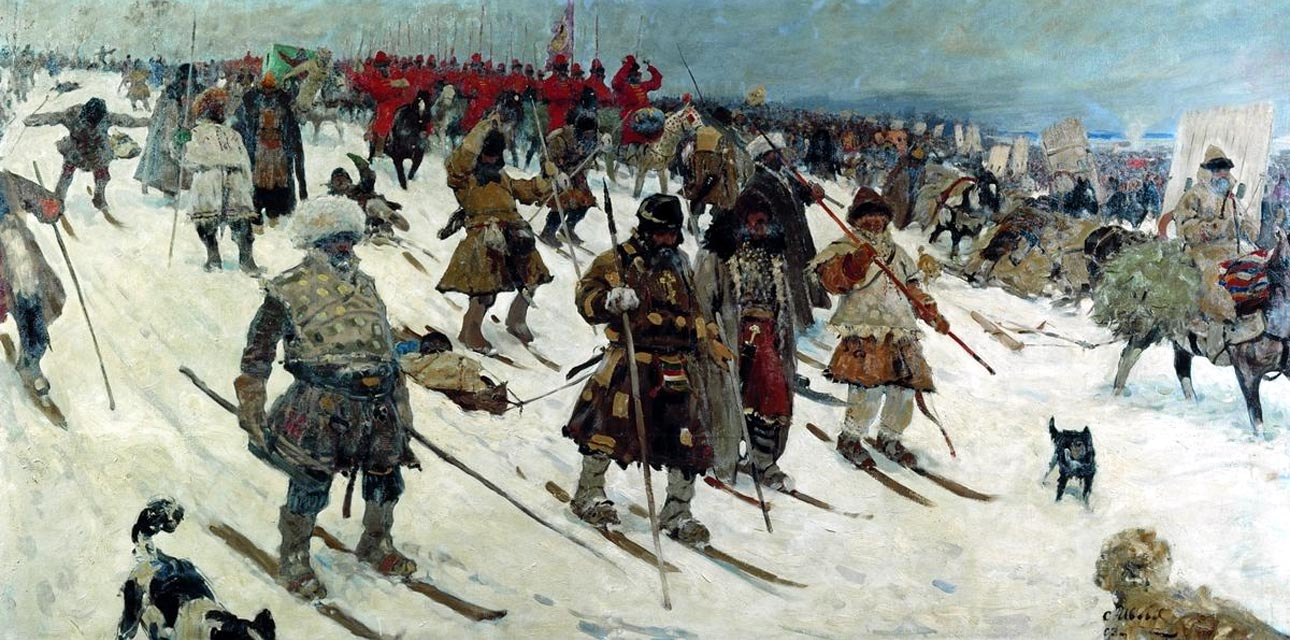
莫斯科對立陶宛的戰爭，由Sergei Ivanov所繪

波蘭國王和立陶宛大公亞歷山大一世在1506年過世，莫斯科的瓦西里三世在1505年接續父親伊凡三世的王位，計劃要爭奪波蘭的王位，不過波蘭貴族選擇齐格蒙特一世成為波蘭國王和立陶宛大公。齐格蒙特一世在1507年派遣使節去莫斯科，要求歸還1503年休戰時割給莫斯科的領土。同時克里米亞汗國的明里·格來汗因為莫斯科攻打喀山，斷絕和莫斯科的盟約。莫斯科和立陶宛又展開了戰爭。
米哈伊爾·格林斯基的叛變（格林斯基兵變）也是在這次戰爭中發生的。他是立陶宛元帥，在亞歷山大一世在位時相當受寵，是個機會主義者
。齐格蒙特一世在1506年接續亞歷山大一世王位後，不再寵信格林斯基。他的政敵特拉凯省總督約翰·扎布熱津斯基指控格林斯基叛國，他聲稱格林斯基毒害亞歷山大一世，對王位有野心。格林斯基發起了叛變，在1508年2月謀殺了扎布熱津斯基，自命為東正教信仰的守護者（不過他本人是有蒙古血統的天主教徒）。他的支持者攻擊考納斯城堡，試圖要釋放被監禁大帳汗國的可汗阿合馬，最終沒有成功。後來格林斯基退到圖羅夫，聯絡莫斯科的瓦西里三世。格林斯基設法往莫斯科移動，並且想要攻打明斯克、斯盧茨克、姆斯齊斯拉夫和克里切夫。後來是因為他的親戚打開了莫济里的大門，他才攻下莫济里他在奥尔沙附近加入了莫斯科的軍隊，之後被立陶宛最高軍事首領康斯坦丁·伊萬諾維奇·奧斯特羅斯基打敗。格林斯基雖宣稱保護東正教的權利，但大多數民眾不支持他，因此叛變也沒有擴展。最後莫斯科和立陶宛的戰爭以1508年10月8日沒有說服力的的「永久和平條約」結束，維持1503年時的領土邊界。

## 第四次戰爭（1512年至1522年）

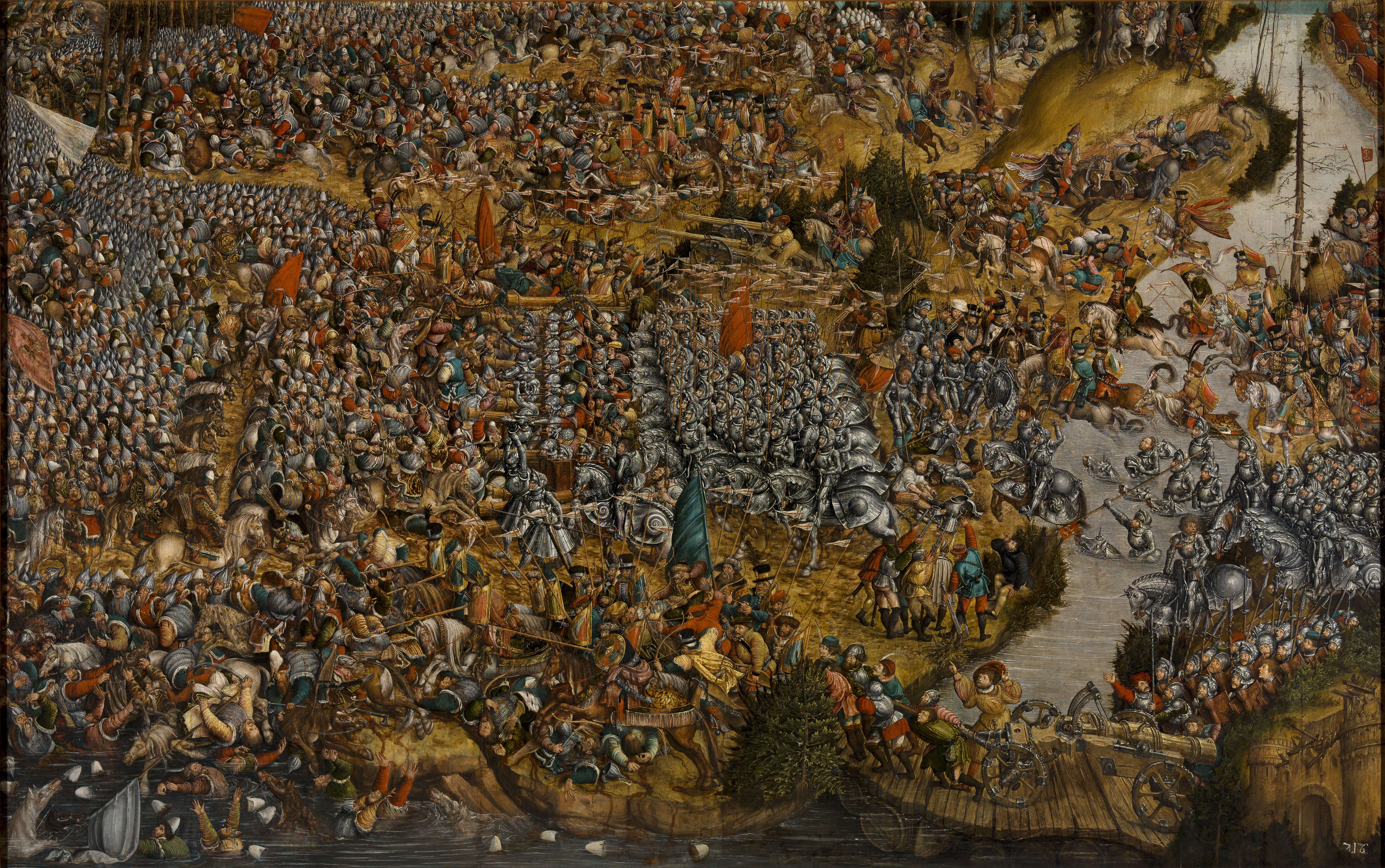
1514年的奧爾沙之戰

莫斯特和立陶宛雖然簽署了和平條約，兩國關係仍然緊張。米哈伊爾·格林斯基目前在莫斯特，但齐格蒙特一世想到引渡他回國，而瓦西里三世希望立陶宛善待他已是寡婦的姊妹海倫娜。瓦西里三世也發現齐格蒙特一世有出資給克里米亞汗國的大汗明里·格來，要他攻擊莫斯特大公國。此時普鲁士的阿尔布雷希特成為条顿骑士团的大團長，不想依第二次托倫和約所要求的，承認波蘭的宗主權。最後引發波蘭-條頓戰爭，而神聖羅馬帝國的馬克西米利安一世和瓦西里三世聯盟。
莫斯特大公國在1512年12月進攻立陶宛大公國，想要攻下主要貿易中心斯摩棱斯克。在1513年前六週的圍攻失敗了，接下來四週的圍攻也不成功，後來城市在1514年攻陷，由寡言太子瓦西里·舒伊斯基（Vasily Nemoy Shuysky）擔任斯摩棱斯克的攝政，當時已投向莫斯科的格林斯基原以為可以擔任攝政，後來因此威脅要重新投向立陶宛的齐格蒙特一世一方，不過被俄羅斯人所監禁。
俄羅斯在此處也遭受一連串的失敗。立陶宛最高軍事首領康斯坦丁·伊萬諾維奇·奧斯特羅斯基在1512年打敗了六千名的的俄羅斯軍隊，破壞了西維利亞。俄羅斯在1514年9月8日在奧爾沙之戰也受到很大的挫敗。不過波蘭-立陶宛聯邦軍隊雖然勝利，其行進速度太慢，因此無法再攻下斯摩棱斯克。1518年發生了波洛茨克圍城戰，俄羅斯軍隊被擊敗，在傳說中，立陶宛軍隊是被其主保聖人聖卡齊米日所啟發而戰勝。俄羅斯1519年再度入侵立陶宛，襲擊奧爾沙、莫吉廖夫、明斯克、維捷布斯克和波洛茨克。
齐格蒙特一世在1521年打敗了條頓騎士團大團長，和喀山以及克里米亞韃靼人結盟對抗莫斯科。克里米亞汗馬赫默德·格來對莫斯科發動毀滅性的攻擊，最後莫斯科大王子承諾進貢。達什科維帶領的立陶宛軍隊也參與進攻，而且想要攻下梁赞。
1522年簽署了停戰五年的條約，不交換囚犯，俄羅斯仍控制斯摩棱斯克，後來停戰條約延續到1534年。

## 第五次戰爭（1534年至1537年）
瓦西里三世在1533年去世，繼承人是他三歲的兒子伊凡四世。伊凡四世的母親叶连娜·瓦西里耶芙娜·格林斯卡娅擔任攝政王，同時和親戚及波雅爾進行權力鬥爭。波蘭—立陶宛的國王決定利用此一情勢，要求莫斯科歸還伊凡三世時攻下的土地。最高軍事首領耶日·拉齊維烏和韃靼人摧毀了切爾尼戈夫、諾夫哥羅德·謝韋爾斯克、拉多戈什、斯塔羅杜布及布良斯克周圍的地區。不過在1534年十月時，由奧夫契納-捷列普涅夫-奧博連斯基親王、尼基塔·奧博連斯基親王和瓦西里·舒伊斯基親王率領的軍隊入侵立陶宛，侵入維爾紐斯和新格鲁多克，第二年在謝別日湖建立了要塞。軍事首領拉齊維烏、安德烈·涅米羅維奇（Andrei Nemirovich），波蘭軍事首領楊·塔爾諾夫斯基（Jan Tarnowski）和塞门·贝尔斯基（Semen Belsky）帶領的軍隊發動反擊，攻下了戈梅利和斯塔羅杜布。
涅米羅維奇的軍隊在1536年試圖攻佔謝別日要塞，沒有成功，莫斯科軍隊攻擊柳別奇（Liubech），夷平了维捷布斯克，在韦利日和Zavoloche建造了堡壘。立陶宛和莫斯科簽署了停戰五年的條約，不交換囚犯，戈梅利仍在波蘭—立陶宛國王的控制之下，而莫斯科控制謝別日和Zavoloche。
| 年份   | 面積（概略）         | 說明                                   |
| ------ | -------------------- | -------------------------------------- |
| 1429年 | 930000平方公里       | 最大領土                               |
| 1430年 | 減少了21000平方公里  | 在立陶宛內戰時將西波多利亚割給波蘭     |
| 1485年 | 減少了88000平方公里  | 將葉迪山割給克里米亞汗國               |
| 1494年 | 減少了87000平方公里  | 第一次和俄羅斯的戰爭                   |
| 1503年 | 減少了210000平方公里 | 第二次和俄羅斯的戰爭                   |
| 1522年 | 減少了56000平方公里  | 第四次和俄羅斯的戰爭，包括斯摩棱斯克   |
| 1537年 | 增加了20000平方公里  | 第五次和俄羅斯的戰爭                   |
| 1561年 | 增加了85000平方公里  | 從維爾紐斯條約中獲得了立窝尼亚公国     |
| 1569年 | 減少了170000平方公里 | 由於盧布林聯合，將烏克蘭的土地轉給波蘭 |
| 1582年 | 減少了40000平方公里  | 立窩尼亞戰爭                           |
| 1583年 | 365000平方公里       | 立窩尼亞戰爭後的領土                   |

## 立窩尼亞戰爭
莫斯科大公在1547年正式成為俄罗斯沙皇，伊凡四世加冕時的頭銜是沙皇及「基辅罗斯全地的統治者」，宣言要「收復」鲁塞尼亚人所住的原基輔羅斯諸地，進而和波罗的海周遭其他統治者間發生立窩尼亞戰爭。

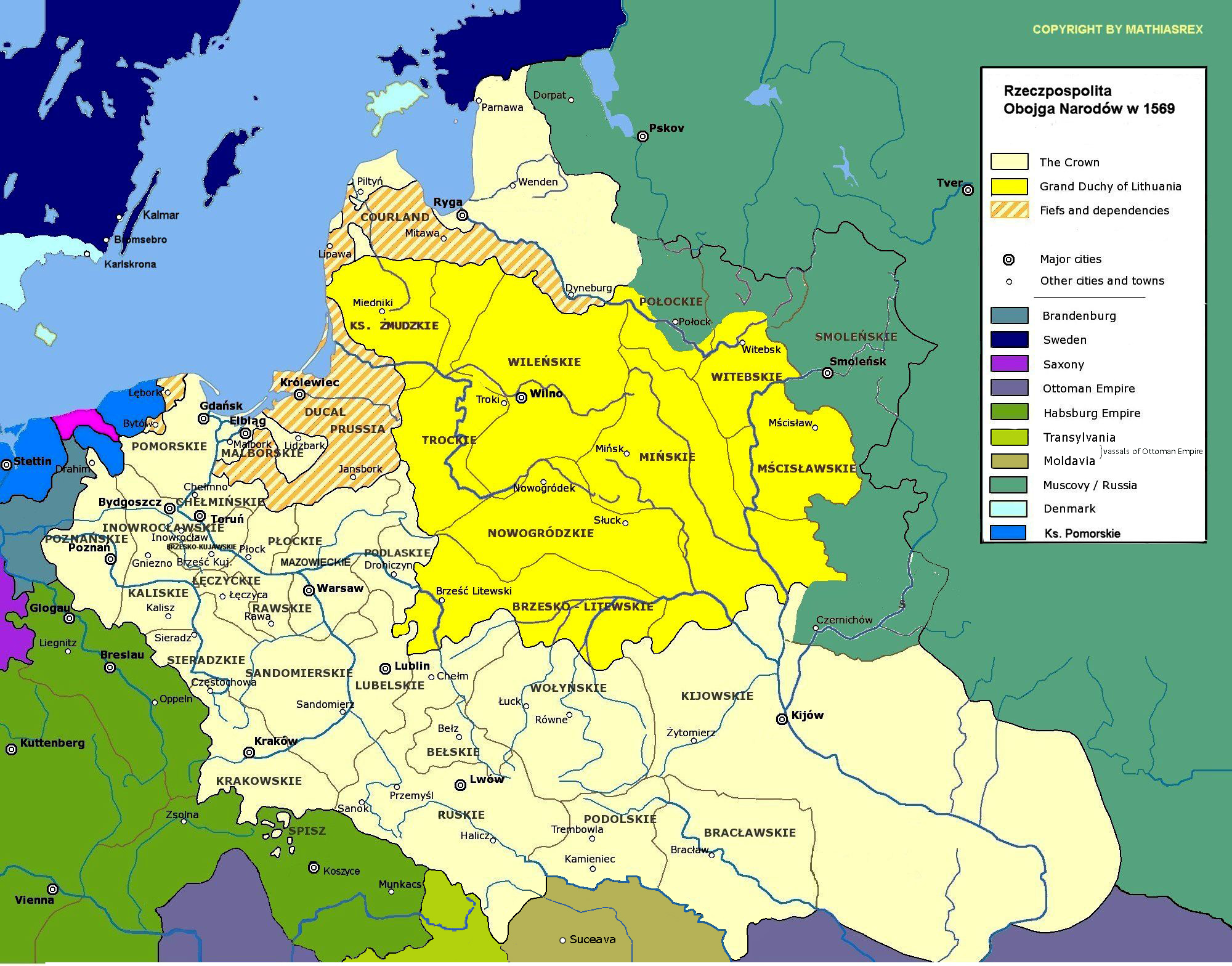
1569年的波蘭立陶宛聯邦

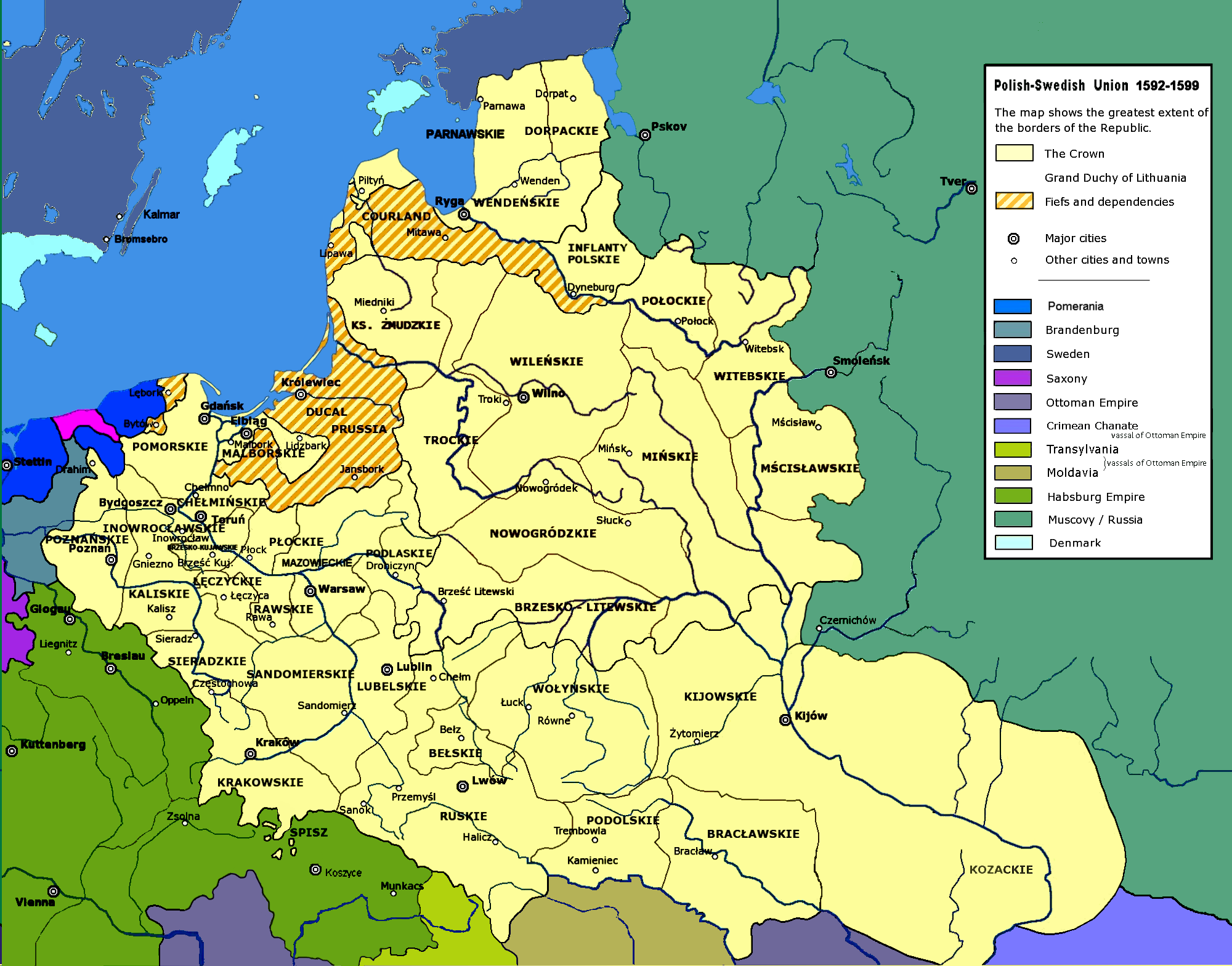
1590年代的波蘭立陶宛聯邦

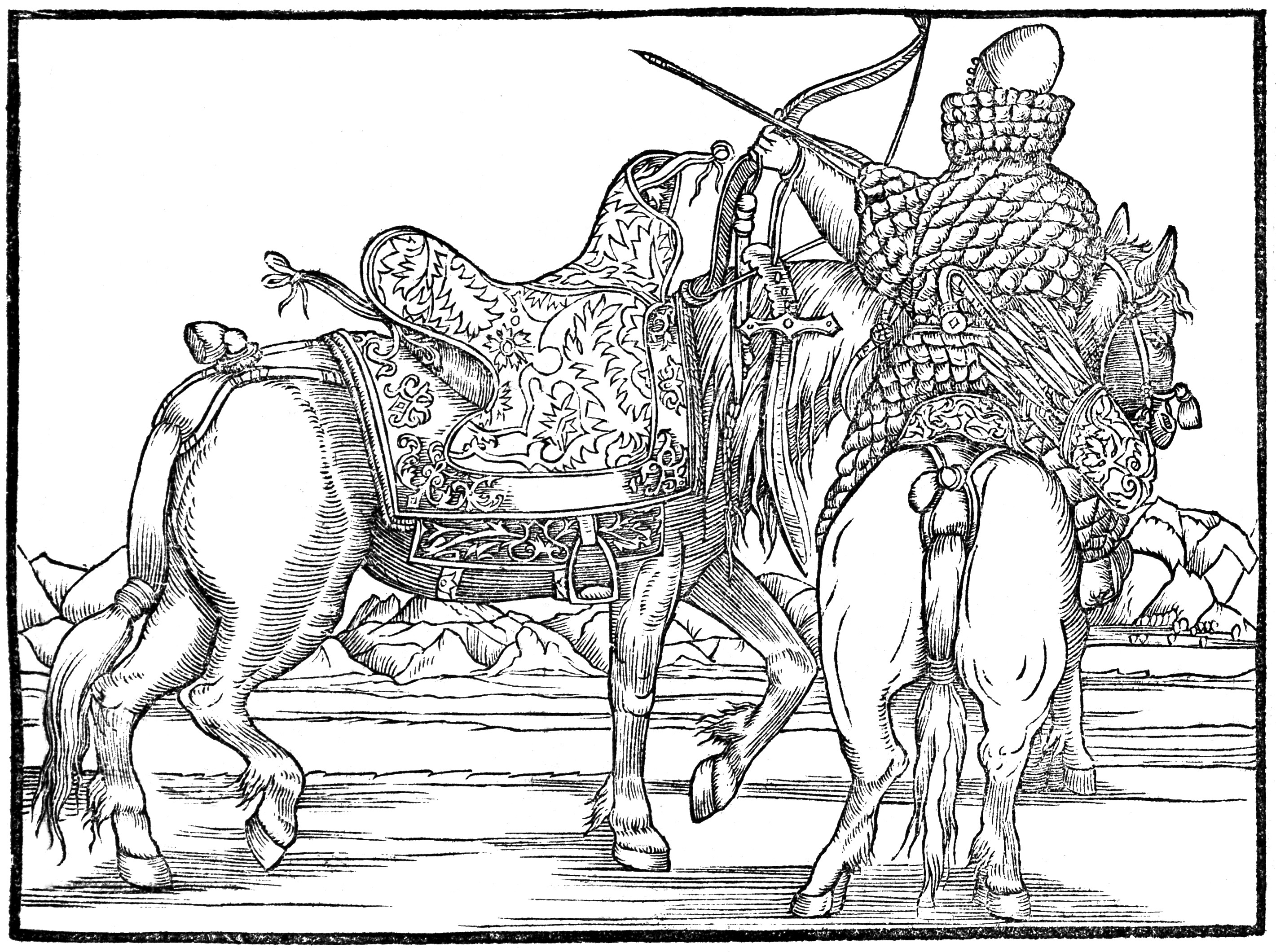
騎射手

在齐格蒙特·奥古斯特主政波蘭和立陶宛時期，伊凡四世入侵了立窝尼亚。第一次是在1568年，當時利沃尼亞騎士團尋求和波蘭和立陶宛的聯盟，波蘭和立陶宛只能保衛利沃尼亞的南部，波蘭和立陶宛一開始和丹麥結盟，抵抗俄罗斯沙皇和瑞典的聯盟。但幾年後局勢變化，波蘭和立陶宛改和瑞典聯盟，而俄罗斯和丹麥結盟。最後在1570年停火，將立窝尼亚分給各國控制，立陶宛控制里加，俄羅斯掌握纳尔瓦，因此可以進出波羅的海。
立陶宛人日漸受到來自沙皇的壓力，而立陶宛的小貴族也和大公施壓，希望獲得和波蘭貴族（什拉赫塔）一樣的權利（即贵族民主制）。後來齐格蒙特將許多大公的領土轉移給波蘭，再經過數個月艱難的談判後，立陶宛接受了波蘭的要求，加入盧布林聯合，形成波蘭－立陶宛聯邦。伊凡四世在1577年利用聯邦內部內亂（在波蘭史學上稱為但澤戰爭），和波蘭－立陶宛聯邦發生第二段衝突，在巴托里·斯特凡統治波蘭－立陶宛聯邦時，再度入侵立窝尼亚，很快的攻下立窝尼亚，只有里加和瑞威爾（現在的塔林）沒有攻下。這場戰爭從1577年至1582年。
巴托里·斯特凡之後有一連串對俄羅斯的攻擊，試圖讓立窝尼亚不要和俄羅斯統治的地區接壤。1579年的第一次攻擊動用二萬二千名兵力，收復了波洛茨克，波蘭－立陶宛軍隊也摧毀了斯摩棱斯克地區，以及西維利亞地區，一直到斯塔羅杜布。第二次的進攻是在1580年，巴托里·斯特凡帶了二萬九千名精兵，攻佔了Velizh、Usvyat和大卢基。立陶宛軍隊在1581年焚毀了旧鲁萨。巴托里·斯特凡帶了十萬精兵開始了普斯科夫圍攻，但沒有拿下堡壘。在長期沒有結果的圍攻之後，雙方開始談判，在教皇使节安東尼奧·波塞維諾的協助下，完成了Jam Zapolski和平協議，沙皇放棄對立窝尼亚和波洛茨克的領土要求，但保留其他的俄羅斯領土。這一段的和平維持了25年，一直到1605年的波蘭-莫斯科戰爭才結束。

### 圖集

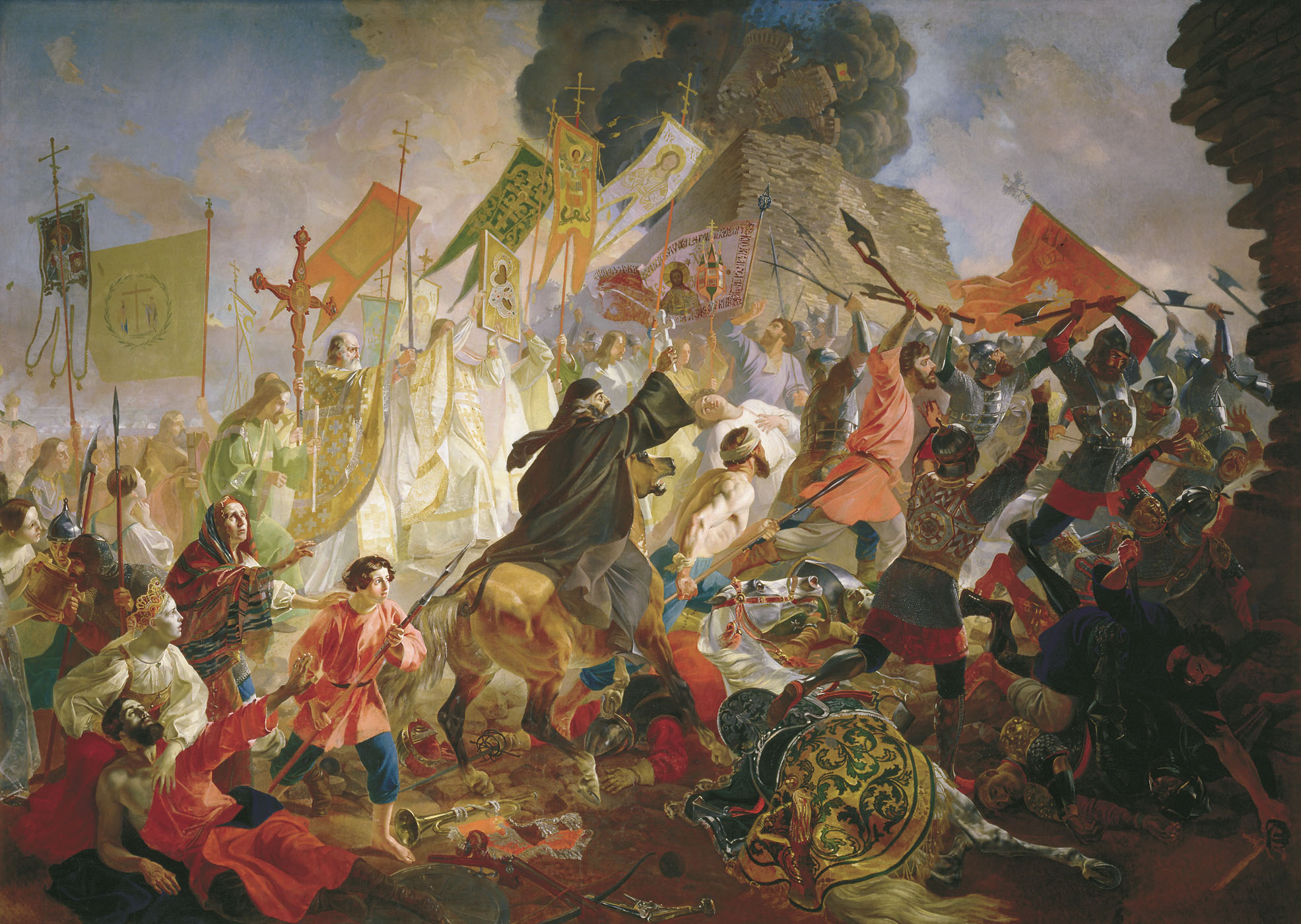
《普斯科夫圍城戰》（Siege of Pskov）由卡尔·布留洛夫所繪
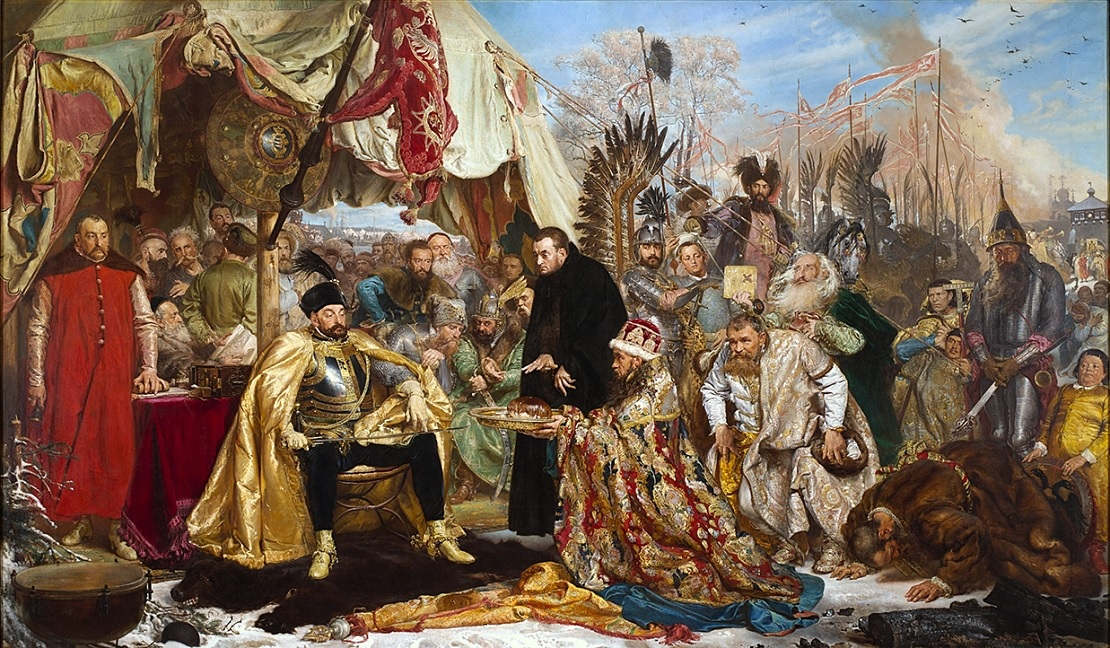
《普斯科夫的巴托里》（Batory at Pskov），由扬·马泰伊科所繪

## 腳註
1. ↑  此衝突在波蘭文史學中稱為莫斯科戰爭（波蘭語：wojny moskiewskie），在俄羅斯史學中稱為立陶宛戰爭，英文史學中兩者都有使用，在Lukowski, Jerzy; Zawadzki, Hubert. . Cambridge University Press. 2001-09-20  [2021-07-20]. ISBN 978-0-521-55917-1. （原始内容存档于2022-02-28） （英语）.中使用的是莫斯科戰爭，在Wilson, Andrew. . Yale University Press. 2002-01-01  [2021-07-20]. ISBN 978-0-300-09309-4. （原始内容存档于2022-02-28） （英语）.中使用的是立陶宛戰爭。有些來源也會寫俄羅斯戰爭